# Pyronia albinotica
Pyronia albinotica är en fjärilsart som beskrevs av Goodson 1960. Pyronia albinotica ingår i släktet Pyronia och familjen praktfjärilar. Inga underarter finns listade.